# Fat Bottomed Girls
«Fat Bottomed Girls» (укр. «Товстозаді дівки») — пісня британського рок-гурту «Queen». Написана гітаристом Браяном Меєм, композиція увійшла до альбому «Jazz» 1978 року, а пізніше до збірки «Greatest Hits». Коли вона вийшла як сингл із «Bicycle Race», ця пісня досягла 11 позиції у британському чарті синглів та 24 позиції у «Billboard Hot 100» в США. У Великій Британії сингл отримав «срібну» сертифікацію, було продано 250 000 платівок.
Пісня починається з приспіву, її мелодія формується із вступного мотиву з блюзовим та «металевим» гітарним оформленням. Композиція «Fat Bottomed Girls» є однією із небагатьох пісень «Queen», яку вони виконують у альтернативному (спадаюча Ре) гітарному налаштуванні. Відео до пісні було знято у Даллаському конференц-центрі в Техасі в жовтні 1978 року.

## Пісня та ліричний зміст
Ближче до кінця, «Fat Bottomed Girls» посилається на іншу пісню гурту — «Bicycle Race», де Фредді Мерк'юрі кричить: "Сідайте на свої велосипеди і катайтеся!", своєю чергою текст «Bicycle Race» відповідає взаємністю, словами "Товстозаді дівчата, вони будуть кататися сьогодні". Дві пісні вийшли як подвійний односторонній сингл.

## Живе виконання
«Queen» виконували «Fat Bottomed Girls» на концертах з 1978 по 1982 рік. З моменту свого виходу, пісня з'являлася на телебаченні та в кіно, низкою інших артистів виконувалися кавер-версії до неї.
Пісня входила до сет-листу турів проєкту «Queen + Адам Ламберт» у 2012, 2014—2015, 2016 та 2017—2018 роках з Адамом Ламбертом та на фестивалі музики «iHeartRadio» 2013 року у складі «Queen + Адам Лаберт» за участю гурту «Fun». Пісня також виконувалася під час турів «Return Of The Champions Tour» і «Rock the Cosmos Tour», обидва тури виконувалися проєктом «Queen + Пол Роджерс».

## Версії
Концертні виконання синглу значно відрізняються у вокальному виконанні від студійного запису. На концертах провідний вокал приспіву виконується Мерк'юрі, котрий гармонізується вищим вокалом (Роджер Тейлор) та нижчим вокалом (Браян Мей). У студійній версії вищі/нижчі вокали відсутні; провідний вокал куплету виконаний Мерк'юрі, а приспіви — Меєм.
Версія синглу (котра знаходиться у збірці «Greatest Hits», але не в американській версії «Red Cover» 1992 року) не має розширеної гітарної інтерлюдії між куплетами, її мелодія плавно затихає під кінець.
У 1991 році в США «Hollywood Records» випустив перевидання альбому «Jazz», яке містило бонусний ремікс пісні від Метта Уоллеса.
У 1992 році хіп-хоп дует «Organized Konfusion» створив ремікс пісні для пізніше скасованої до випуску збірки «BASIC Queen Bootlegs». Ця версія містить альтернативний вокальний трек, виконаний Мерк'юрі, вона створена у стилі хіп-хопу з додаванням куплетів з репом.
У 1993 році філіппінські артисти Вік Сотто, Френсіс Магалона, Річі Д'Горсі і Майкл В створили тагальську пародійну версію репризи «Fat Bottomed Girls» для фільму «Ano Ba Yan? 2» компанії «OctoArts Films».

## Відеокліп
Відеокліп зняв режисер Денніс Де Валланс. Кліп являє собою простий виступ гурту. У відео використовується скорочена синглова версія.
Дія розгортається на доволі темній концертній сцені. Підсвічування знаходиться лише на щаблях п'єдесталу, на якому знаходяться ударні і на стелі, однак слабо освітлюють приміщення. Кліп починається з показу Мерк'юрі. Він одягнений в чорні шкіряні штани з підтяжками. Зі вступом музики показується Тейлор. Він одягнений в чорну сорочку. Мей одягнений в чорну сорочку і білий жилет, а Джон Дікон також в чорну сорочку. Гітариста і басиста майже не видно в кліпі, їх показують дуже рідко. Здебільшого дію сфокусовано на Мерк'юрі, який поводиться в кліпі енергійно, і на ударнику Тейлорі. Спецефекти майже не використовуються в кліпі, тільки іноді з'єднуються кілька кадрів відразу, щоб показати відразу декілька дій.

## Вплив
Під час інтерв'ю для вебсайту AVClub американський актор Майкл Маккін заявив, що «Fat Bottomed Girls» вплинула на створення на пісні «Big Bottom» рок-гурту «Spinal Tap», яка була виконана у фільмі «Це — Spinal Tap».

## Музиканти
- Фредді Мерк'юрі — головний вокал, бек-вокал
- Браян Мей — електрогітара, головний приспів, бек-вокал
- Роджер Тейлор — ударні
- Джон Дікон — бас-гітара

## Живі записи
- Queen on Fire — Live at Bowl
- Return of the Champions
- Super Live in Japan
- Live in Ukraine

## Чарти
| Чарт (1978–79)                       | Позиція |
| ------------------------------------ | ------- |
| Австрія (Ö3 Austria Top 40)          | 21      |
| Британський чарт синглів             | 11      |
| Канада (RPM Top Singles)             | 17      |
| Нідерланди (Dutch Top 40)            | 7       |
| Французький чарт синглів             | 7       |
| Німеччина (GfK Entertainment Charts) | 27      |
| Ірландський чарт синглів             | 10      |
| Норвегія (VG-lista)                  | 7       |
| Новозеландський чарт синглів         | 20      |
| США (Billboard Hot 100)              | 24      |
| США (Cash Box Top 100)               | 18      |

| Чарт (2018)                      | Позиція |
| -------------------------------- | ------- |
| США (Hot Rock Songs) (Billboard) | 19      |

| Чарт (1979)                      | Позиція |
| -------------------------------- | ------- |
| Канадський чарт синглів          | 139     |
| США (Joel Whitburn's Pop Annual) | 156     |

## Продаж і сертифікації
| Країна                                         | Сертифікація | Продано   |
| ---------------------------------------------- | ------------ | --------- |
| Велика Британія (BPI)                          | Срібло       | 250,000^  |
| США (RIAA)                                     | 2×Платина    | 2,000,000 |
| ^Цифри збуту, засновані тільки на сертифікації |              |           |